# Naura Schneider
Naura Schneider (Santa Maria, 1966) é uma atriz brasileira.
É formada em jornalismo pela Universidade Federal de Santa Maria. Chegou ao Rio de Janeiro aos 25 anos. Logo interpretou sua primeira personagem na minissérie O Portador, produzida pela TV Globo e dirigida por Herval Rossano, em 1992. Em 2001, foi âncora no telejornal do Meio-Dia, pela CNT.
Sucederam-se várias personagens e participações em novelas, miniséries e especiais para a televisão. Produziu e protagonizou o longa metragem “Dias e Noites” que teve lançamento nacional em outubro de 2008.

## Carreira

### Na televisão
| Ano  | Título                 | Personagem                 | Notas                                           |
| ---- | ---------------------- | -------------------------- | ----------------------------------------------- |
| 1991 | O Portador             | Aeromoça                   | [ 3 ]                                           |
| 1991 | Salomé                 | Cecília                    | [ 4 ]                                           |
| 1992 | Despedida de Solteiro  | Beth                       |                                                 |
| 1992 | Você Decide            | —                          | Episódio: "Baile de Máscaras"                   |
| 1993 | Radical Chic           | —                          |                                                 |
| 1994 | Sonho Meu              | Helena                     |                                                 |
| 1995 | Irmãos Coragem         | Beatriz                    |                                                 |
| 1997 | Zazá                   | Maura                      |                                                 |
| 1998 | Você Decide            | —                          | Episódio: "Reencontro"                          |
| 1998 | Meu Bem Querer         | Lóris                      |                                                 |
| 2000 | Aquarela do Brasil     | Valnice                    |                                                 |
| 2001 | Pícara Sonhadora       | Dora                       |                                                 |
| 2002 | A Turma do Didi        | —                          |                                                 |
| 2002 | O Clone                | Ada                        |                                                 |
| 2002 | A Grande Família       | Adelaide                   |                                                 |
| 2003 | Mulheres Apaixonadas   | Marisa                     |                                                 |
| 2004 | Senhora do Destino     | Elisa                      |                                                 |
| 2004 | Carga Pesada           | —                          |                                                 |
| 2009 | Malhação ID            | Mãe no protesto            |                                                 |
| 2010 | O Relógio da Aventura  | Mãe de Guto/Escrava        | [ 5 ]                                           |
| 2011 | Divã                   | Helena                     | Episódio: "Amigos do Passado: Isso Tem Futuro?" |
| 2011 | Malhação 2011          | Deise Macedo               |                                                 |
| 2012 | As Brasileiras         | —                          | Episódio: "A Desastrada de Salvador"            |
| 2013 | Malhação Casa Cheia    | Vizinha de Bernadete       |                                                 |
| 2018 | Conselho Tutelar       | Ruth                       |                                                 |
| 2018 | Segundo Sol            | Vivi                       |                                                 |
| 2021 | Um Lugar ao Sol        | Diretora da escola de Luan | [ 6 ]                                           |
| 2023 | Todo Dia a Mesma Noite | Fisioterapeuta de Grazi    |                                                 |
| 2023 | Fuzuê                  | Denise                     | [ 7 ]                                           |

### No cinema
| Ano  | Título             | Personagem |
| ---- | ------------------ | ---------- |
| 2008 | Dias e Noites      | Clotilde   |
| 2010 | Simpatia do Limão  | Joana      |
| 2016 | Vidas Partidas     | Graça      |
| 2017 | A Glória e a Graça | Irene      |

### No teatro
| Ano  | Título          | Direção      |
| ---- | --------------- | ------------ |
| 1995 | Noel, Noel      | Lucinha Lins |
| 1998 | Chá de Setembro | Gracindo Jr. |